# Odontocera compressipes
Odontocera compressipes là một loài bọ cánh cứng trong họ Cerambycidae.